# Чифтлик
Чифтлик (совр. тур. Çiftlik, также вариативно чифтлук, читлук, читлик, от слова «çift» — пара или упряжка волов) — система наследственного помещичьего землевладения в Османской империи, получившая наибольшее распространение в конце XVI и просуществовала до 1919 г. (падение Османской империи). Чифтлик Османской империи стал фактическим аналогом российского крепостного права, включая в себя элементы личной зависимости крестьян-арендаторов от помещика-землевладельца, а также барщину и оброк. Система имела в целом отрицательные последствия для экономики приходившей в упадок империи. Из-за этнических противоречий между турецкими помещиками и христианскими крестьянами происходили многочисленные восстания. В начале XIX века одно из них привело к греческой войне за независимость. Термин «чифтлик» впоследствии стал обозначать крупную земельную собственность вообще (например, в Болгарии).

## История
Чифтлик пришёл на смену тимару, существовавшему в тюркских землях в XIII -нач. XVI вв, когда территория империи быстро росла и султан являлся официально единственным владельцем 87 % всей территории империи, остальные 13 % принадлежали религиозным организациям. За военную службу султан выделял наделы своим янычарам, визирям и прочей свите, которые, однако не были наследственными и отдавались новым «управляющим» после смерти старых владельцев или же смене султанов. Необходимо учитывать и тот факт, что большинство тюркских крестьян (юрюки) в этот период вели кочевой или полукочевой образ жизни в центральной Анатолии, а потому в постоянных наделах не нуждались. Закабалению подверглось в основном оседлое греческое и армянское население Малой Азии. По мере заселения тюрками Балканского п-ва и особенно после начала упадка империи, постепенно терявшей свою боеспособность, а с ней и завоёванные до этого территории, остро встал вопрос о закреплении земельных владений в качестве наследуемой собственности сформировавшегося класса османских помещиков. Кроме того, турецкая политическая элита на Балканах стремилась получить под свой контроль наиболее плодородные земли, оттесняя политически немощных христиан (греков, болгар и др.) на менее пригодные сельскохоз. территории. Параллельно установлению системы наследуемых земельных наделов шёл процесс закабаления крестьянства, оказавшегося во владениях того или иного помещика.

## Особенности
Интересно что на начальном этапе формирования империи система тимара была на редкость либеральна по отношению к проживавшему на земле оседлому (как правило греческому) крестьянству. Так тимар требовал всего три дня барщины в год по сравнению 2-3 днями в неделю на бывших византийских и других европейских территориях. Неудивительно что многие греки и болгары не оказывали никакого сопротивления продвигающимся османам и даже сражались вместе с ними против других греческих и тало-греческих государств. Турки также поначалу даровали всем немусульманами свободу религии, нечто неслыханное в позднее раздираемой реформацией Европе. Тем не менее, подобный земельный и религиозный либерализм был недолгим. По мере роста турецкого населения в новозавоёванных землях, положение оставшихся христиан резко ухудшалось.
Чифтликом поначалу именовался любой крестьянский надел, который обрабатывался с помощью упряжки волов. Феодальные земельные владения поначалу предоставлял своим приближённым сам султан при условии регулярной уплаты янычарами или визирями десятины в государственную казну и/или предоставления одного рекрута для султанской армии. Сам владелец обычно также проходил военную службу. Янычары и визири в свою очередь сдавали свои наделы крестьянам, а последние таким образом превратились в арендаторов-издольщиков. С конца 1850-х годов, под влиянием более интенсивных форм западно-европейского хозяйствования жизнь чифтликов несколько преобразилась, отойдя от своих типично средневековых устоев. Некоторые чифтлики даже превратились в крупные и довольно прибыльные помещичьи хозяйства (латифундии), ориентированные на экспорт выращенной продукции в Европу, в первую очередь в Австро-Венгрию и Германию.

## Этнорелигиозные противоречия
Система чифликов имела в целом отрицательные последствия для экономики приходившей в упадок империи. Из-за этноязыковых противоречий между турецкими помещиками и христианскими крестьянами происходили многочисленные восстания. В начале XIX века одно из них привело к греческой войне за независимость. В XVI—XVIII веках, выражая протест усиливающемуся гнёту со стороны турецких помещиков, греческие крестьяне начали переселяться в глухие горные регионы Пинда, где они пополняли мятежные группы антитурецки настроенных формирований (маниоты), или в города, где они занимались торговлей.
Из-за массового переселения греков в горные районы, значительная часть романоязычного населения Великой Влахии подверглась эллинизации. В меньшей степени данный процесс затронул зажиточных македонцев и других греческих и македонских славян. Вместе с тем, на оставленные греками приморские районы турецкие помещики привлекали албанцев-арнаутов. По мере того как турецкое присутствие начало ощущаться уже и в самых отдалённых районах, начался рост этнорелигиозных мятежей.